# Marco Annio Libón (cónsul 161)
Marco Annio Libón (en latín: Marcus Annius Libo; fallecido en 164) fue un militar y senador romano que vivió en el siglo II, y desarrolló su cursus honorum durante los reinados de los emperadores Antonino Pío, y Marco Aurelio de los cuales era sobrino y primo respectivamente. Fue Cónsul sufecto en el Nundinium de julio-diciembre del año 161 junto a Quinto Camurio Numisio Junior.

## Orígenes familiares
Libón procedía de una familia romana que se había asentado en Hispania generaciones antes y había vuelto a Roma más recientemente y había sido ascendida al patriciado en el siglo I. Su padre era Marco Annio Libón, cónsul en 128, y su madre era una mujer noble cuyo nombre se ha supuesto que era Fundania, hija de Lucio Fundanio Lamia Eliano, cónsul en 116. Libón tenía una hermana, Annia Fundania Faustina, esposa de Tito Pomponio Próculo Vitrasio Polión, cuyo segundo consulado fue en el año 176.

## Carrera política
La única parte de su cursus honorum que conocemos es la parte inmediatamente después de que Libón dejó su consulado. Para apoyar la campaña del coemperador Lucio Vero contra los partos, Marco Aurelio nombró a Libón gobernador de la provincia de Siria. Anthony Birley señala que esta fue una elección sorprendente. "Como Libón había sido cónsul solo el año anterior, (161)", escribe Birley, "debe haber tenido poco más de treinta años, y como patricio, debe haber carecido de experiencia militar ". Siria era una provincia importante, y los hombres elegidos para gobernarla eran generalmente hombres de alto rango con mucha experiencia militar y administrativa. Birley responde a su propia pregunta:" Parece que la intención de Marco era tener en el lugar a un hombre en el que pudiera confiar".
Como gobernador, Libón entró en conflicto con el emperador Lucio Vero, adoptando la actitud de que solo seguiría las órdenes que le dio Marco Aurelio. Esto enfureció a Lucio, así que cuando Libón murió repentinamente, corrió el rumor que el emperador Lucio Vero había envenenado a Libón.
Cuando Libón murió, Lucio Vero desafió a su coemperador Marco Aurelio, y casó a la viuda de Libón con su propio liberto griego llamado Agaclito. En consecuencia, Marco Aurelio no asistió ni a la ceremonia ni al banquete de bodas.